# Entomobrya kincaidi
Entomobrya kincaidi är en urinsektsart som beskrevs av James P. Folsom 1902. Entomobrya kincaidi ingår i släktet Entomobrya och familjen brokhoppstjärtar. Inga underarter finns listade i Catalogue of Life.